# Мечиславув (Свентокшиське воєводство)
Мечиславув (пол. Mieczysławów) — село в Польщі, у гміні Тарлув Опатовського повіту Свентокшиського воєводства.
Населення — 138 осіб (2011).
У 1975—1998 роках село належало до Тарнобжезького воєводства.

## Демографія
Демографічна структура на день 31 березня 2011 року:
|          | Загалом | Допрацездатний вік | Працездатний вік | Постпрацездатний вік |
| -------- | ------- | ------------------ | ---------------- | -------------------- |
| Чоловіки | 76      | 12                 | 54               | 10                   |
| Жінки    | 62      | 9                  | 32               | 21                   |
| Разом    | 138     | 21                 | 86               | 31                   |